# Amenhotep (príncep)
Amenhotep va ser un príncep egipci de la XVIII Dinastia. Era fill i possiblement l'hereu designat d'Amenofis II.
Va ser sacerdot de Ptah i apareix esmentat en un papir administratiu (avui al Museu Britànic). Una estela prop de la Gran Esfinx, que mostra un sacerdot de Ptah el nom del qual va ser esborrat, probablement el representa. Segurament va morir jove, ja que el següent faraó va ser el seu germà Tuthmosis IV.